# Autochloris
Autochloris är ett släkte av fjärilar. Autochloris ingår i familjen björnspinnare.

## Bildgalleri

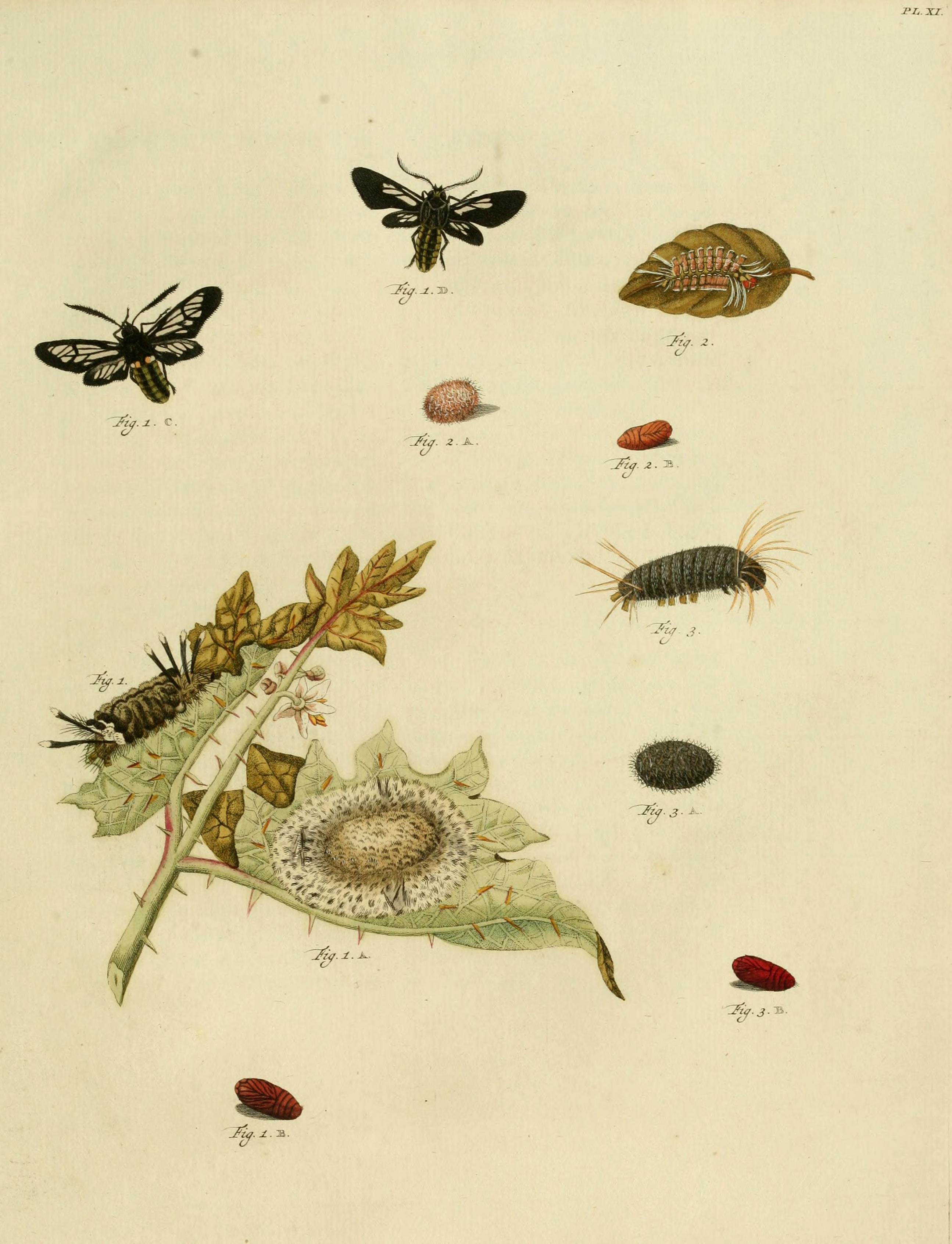
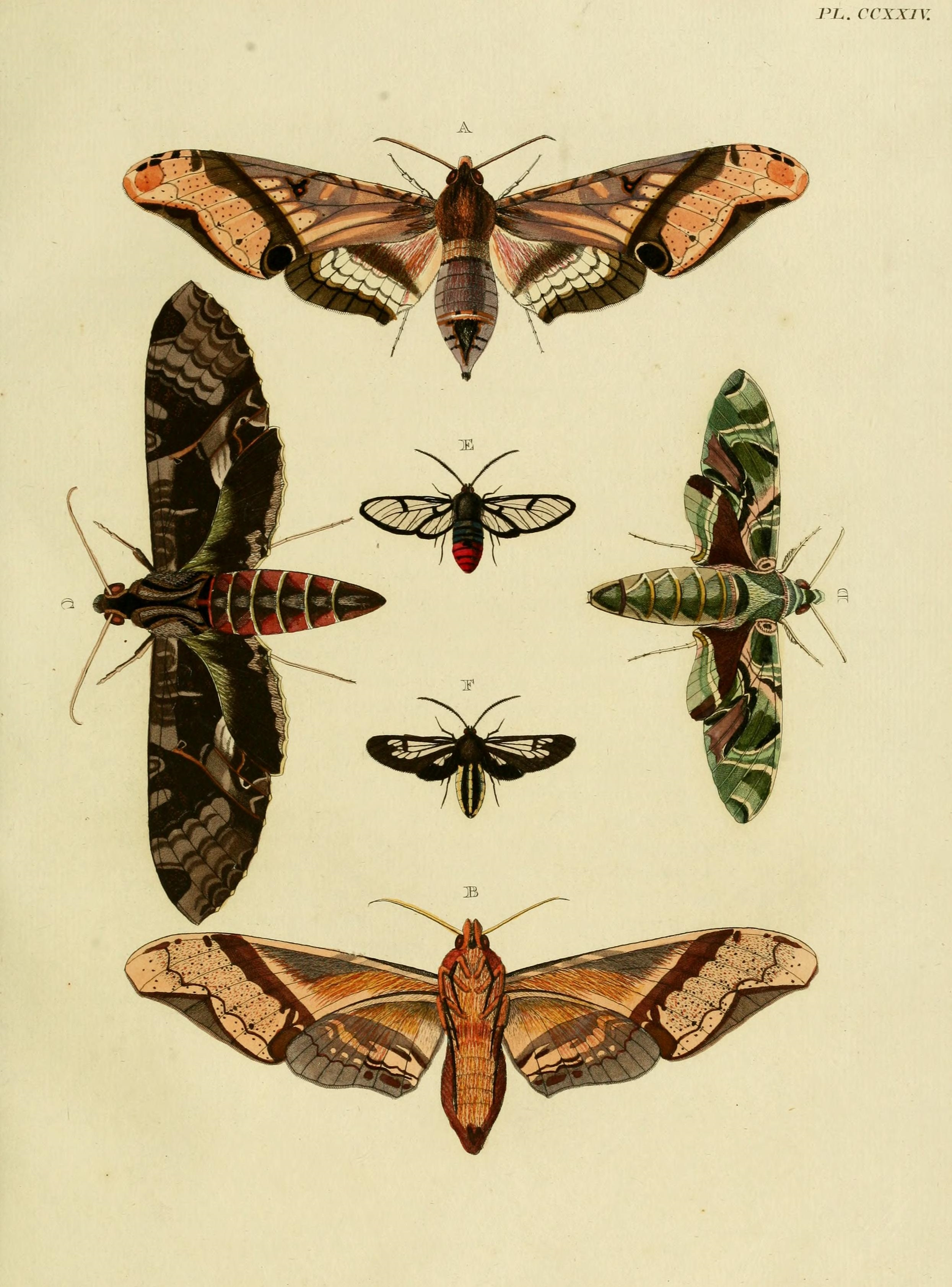
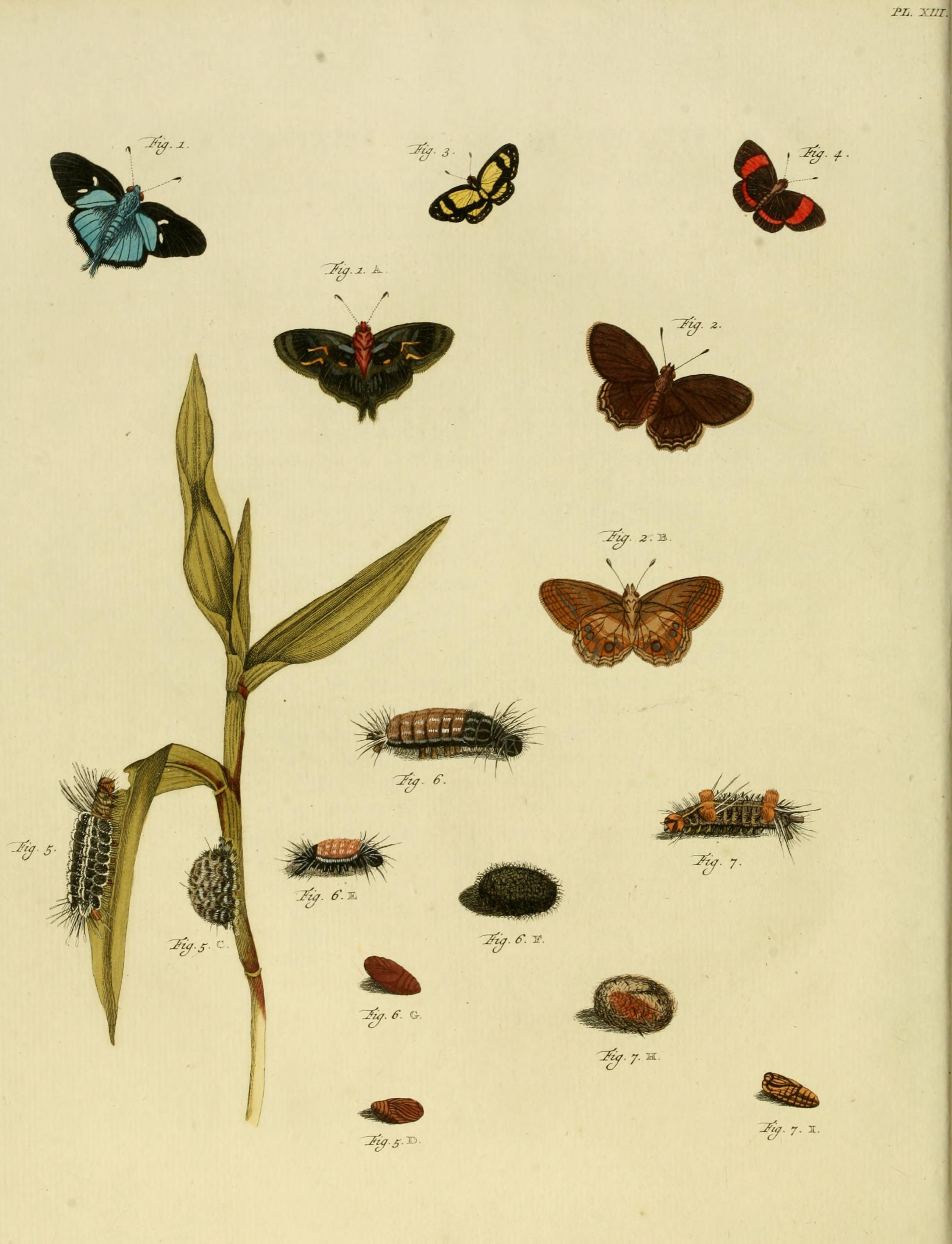
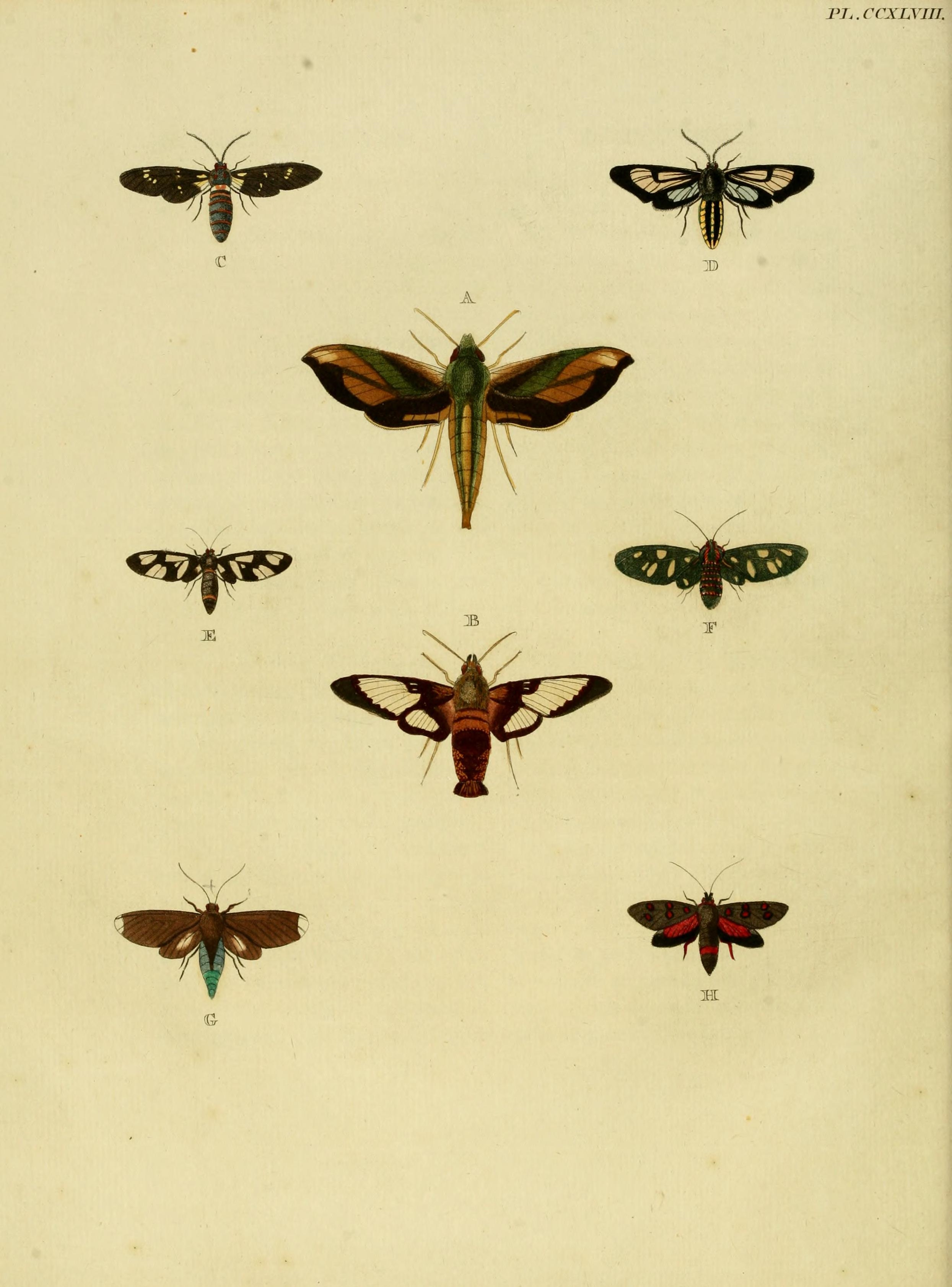

## Dottertaxa tillAutochloris, i alfabetisk ordning[1]
- Autochloris almon
- Autochloris aroa
- Autochloris bijuncta
- Autochloris buchwaldi
- Autochloris caunus
- Autochloris cincta
- Autochloris collocata
- Autochloris completa
- Autochloris consociata
- Autochloris crinopoda
- Autochloris cuma
- Autochloris dexamene
- Autochloris ectomelaena
- Autochloris enagrus
- Autochloris ethela
- Autochloris flavicosta
- Autochloris flavipes
- Autochloris flavosignata
- Autochloris jansonis
- Autochloris laennus
- Autochloris lutea
- Autochloris magnifica
- Autochloris mathani
- Autochloris nigridior
- Autochloris patagiata
- Autochloris proterva
- Autochloris quadrimacula
- Autochloris serra
- Autochloris simplex
- Autochloris simulans
- Autochloris solimoes
- Autochloris suffumata
- Autochloris trinitatis
- Autochloris umbratus
- Autochloris vetusta
- Autochloris whitelyi
- Autochloris vitristriga
- Autochloris xanthogastroides
- Autochloris xenedorus